# Proctoporus unsaacae
Proctoporus unsaacae — вид ящірок родини гімнофтальмових (Gymnophthalmidae). Ендемік Перу. Вид названий на честь герпетологічної дослідницької групи з Національного університету Сан-Антоніо Абад (UNSAAC).

## Поширення і екологія
Proctoporus unsaacae мешкають в Перуанських Андах, в регіоні Куско. Вони живуть у високогірних чагарникових заростях та на високогірних луках пуна, серед каміння. Зустрічаються на висоті від 3152 до 3700 м над рівнем моря. Живляться переважно комахами. Самиці відкладають 2 яйця.